# 茎 (STEM)
「茎 (STEM)」（ステム）または「茎」（くき）は、日本のシンガーソングライター・椎名林檎による楽曲。初出は東芝EMI（当時）より2003年1月22日に発売された8枚目のシングル『茎 (STEM) 〜大名遊ビ編〜』に収録されている同名表題曲。

## 概要
楽曲「茎 (STEM)」または「茎」には、スタジオレコーディングされたもののみで4つのバージョンが存在する。

### 茎〜大名遊ビ編〜
読み方は「ステム だいみょうあそびへん」。本楽曲は2001年に発表された7枚目のシングル『真夜中は純潔』から約2年ぶりとなるシングルに収録されたもので、このシングルは椎名が初めてオリコンシングルチャートで1位を獲得した作品である。初回限定盤は実演生中継「賣笑エクスタシー」観覧チケット抽選応募券封入とCDエクストラ仕様。通常盤はCCCD仕様だったが、2008年7月2日にデビュー10周年記念アルバム『私と放電』の発売と共に、それまで生産されていたCCCD盤は廃盤にされ、新たに通常のCD-DA盤として再発売された。
サブタイトルの「大名遊ビ編」とは、森俊之の編曲による豪華なオーケストラアレンジと演奏のためとされる。歌詞はロビー・クラークによる英訳であるため、タイトルのルビに「STEM」と付いている。
3作目のアルバム『加爾基 精液 栗ノ花』の先行シングルであったが、このバージョンはアルバムに収録されなかった。2019年11月13日に発売された初の公認オールタイム・ベストアルバム『ニュートンの林檎 〜初めてのベスト盤〜』において、晴れて初収録となった。なお表題曲が2曲目に収録されているのは、アルバムの世界観に通じるシンメトリーの曲順にするためで、歌詞の綴りも同様に歴史的仮名遣に統一されている。またジャケットは同時発売された『短篇キネマ 百色眼鏡』とともに写真家のアラーキーこと荒木経惟が撮影している。『短篇キネマ 百色眼鏡』の主題歌および同作品から派生した小林賢太郎プロデュース公演#004「LENS」のメインテーマにも使用された。
カップリング曲には「迷彩」と「意識」の2曲が収録されているが、それぞれに「戦後最大級ノ暴風雨圏内歌唱」というサブタイトルが付けられている。これは、この2曲のボーカルトラックを収録した際に、ちょうどスタジオ付近に台風が上陸していたためである。この2曲もアルバムにはアレンジの異なるバージョンが収録されたが、デビュー10周年記念アルバム『私と放電』にはこちらのカップリングのバージョンが収録されている。「迷彩」と「意識」で演奏を担当している「秘密部隊」とは椎名の友人のミュージシャン達のことで、椎名は「畑違いの人達が集まって演奏してみたらどうなるか実験してみたかった」と語っている。なお秘密部隊のメンバーについてはシングルのブックレットには記載されておらず、アルバムのブックレットにて明かされたが、「茎 〜大名遊ビ編〜」の演奏を担当する大奥記念オーケストラの演奏者については現在も明かされていない。
また「茎 〜大名遊ビ編〜」と「迷彩」には番場秀一監督によりミュージック・ビデオが制作された。「茎 (STEM)」のミュージック・ビデオには『短篇キネマ 百色眼鏡』の映像が流用され、椎名の他に、女優の小雪、コメディアン/俳優の小林賢太郎、俳優の大森南朋が出演している。当時、監督が『百色眼鏡』に掛かりきりで絵コンテが作成されておらず、現場で指示を仰ぐまでどう演技するか決まっていなかった。「迷彩」のミュージック・ビデオにはレコーディングに参加した浮雲、斎藤ネコ、渡辺等、アヒト・イナザワの他、佃篤英（イベンター）、横町慶子（女優）、山口一樹（EMIのディレクター）が出演している。椎名が個人的に好きな曲であり、シングルのタイトル曲ではないにもかかわらずビデオを制作してもらえるというので、女給を登場させることや単なるリップシンクの映像ではないものにしたいなど、普段よりも積極的にアイデアを出したとのこと。映像を作る際にはイメージに近い映画を伝えるが、「迷彩」では張芸謀（チャン・イーモウ）の「上海ルージュ」を挙げた。

### 茎
読み方は「くき」。シングルの約1ヶ月後に発売された3作目のアルバム『加爾基 精液 栗ノ花』に収録されている歌詞が日本語のアルバム・バージョン。椎名と井上雨迩のプロデュース・ユニットである「化猫キラー」によってアレンジされ、演奏はストリングスとバンド主体の編成になっている。
3作目のアルバム『加爾基 精液 栗ノ花』のアナログ盤に収録されている歌詞が英語のバージョンで、トラックは上記CDアルバム収録の「茎」と共通だが、コーラスは歌われていない。また映画『CASSHERN』の挿入歌として使用され、オフィシャルアルバム『OUR LAST DAY-CASSHERN OFFICIAL ALBUM』にも収録されている。

### 茎（2007年版）
2007年に「椎名林檎×斎藤ネコ」名義で発表されたアルバム『平成風俗』に、シングルのカップリング曲「迷彩」と「意識」とともに斎藤ネコによるオーケストラ編曲で収録されている。歌詞は英語。

## シングル収録曲
1. 迷彩 〜戦後最大級ノ暴風雨圏内歌唱〜
  - カップリング曲。アルバムとは、イントロ・曲の終わり方が若干違う。
2. 茎 〜大名遊ビ編〜
  - 表題曲。
3. 意識 〜戦後最大級ノ暴風雨圏内歌唱〜
  - カップリング曲。こちらもアルバムとはアレンジが若干違い、イントロと3番のバックトラックがプログラミングに変わっている。

- 全作詞・作曲：椎名林檎
- 英訳・発音指導：ロビー・クラーク（M2）
- 編曲：森俊之（M2）、 化猫(バケネコ)キラー（M1,3）（椎名林檎と井上雨迩のユニット名）

### 演奏
- 大奥記念オーケストラ（後藤勇一郎統率）／M2
- 秘密部隊（椎名林檎統率）／M1, 3
- 秘密部隊隊員は下記の通り。
  - 浮雲／常用テレキャスター（後に東京事変加入）
  - 鰰澤亜人／生ドラム（from NUMBER GIRL, VOLA & THE ORIENTAL MACHINE）
  - 渡辺等／電気式ベース・ウッドベース
  - 高桑英世／篠笛
  - 斎藤ネコ／生ヴァイオリン
  - タブ（タブゾンビ）／生ディヂリドゥ（from SOIL&"PIMP"SESSIONS）
  - 椎名林檎／生パーカシオン